# 維拉普卡拉尼山

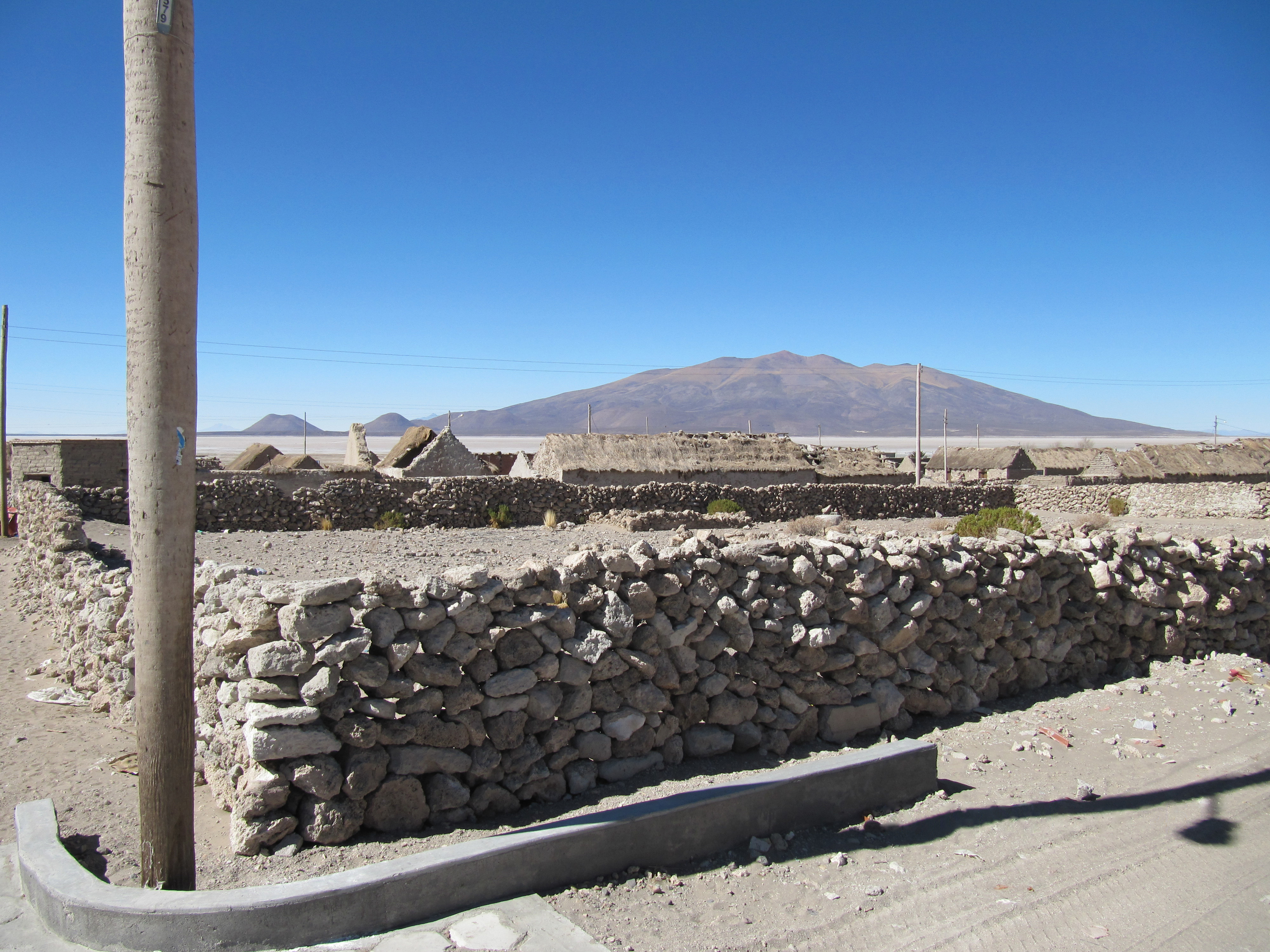

19°19′50″S 68°18′35″W / 19.33056°S 68.30972°W
維拉普卡拉尼山（西班牙語：Cerro Villa Pucarani），是玻利維亞的山峰，位於該國西部奧魯羅省的薩瓦亞省，處於阿爾蒂普拉諾高原，屬於安第斯山脈的一部分，海拔高度4,920米。